# DIN 935
DIN 935 er en DIN-standard for en stålkrone møtrik.
| Gevind         |  | M4       | M5       | M6        | M7         | M8         | M10        | M12        | M14        | M16        | M18        |
| -------------- |  | -------- | -------- | --------- | ---------- | ---------- | ---------- | ---------- | ---------- | ---------- | ---------- |
| Gevindstigning |  | 0,7      | 0,8      | 1         | 1          | 1,25       | 1,5        | 1,75       | 2          | 2          | 2,5        |
| Kant E:        |  | 7,66     | 8,79     | 11,05     | 12,12      | 14,38      | 17,77      | 20,06      | 23,35      | 26,75      | 29,56      |
| Hovedhøjde M:  |  | 4,7-5,0  | 5,7-6,0  | 7,14-7,5  | 7,64-8,0   | 9,14-9,5   | 11,57-12,0 | 14,57-15,0 | 15,57-16   | 18,48-19,0 | 20,16-21,0 |
| Nøglevidde S:  |  | 6,78-7,0 | 7,78-8,0 | 9,78-10,0 | 10,73-11,0 | 12,73-13,0 | 15,73-16,0 | 17,73-18,0 | 20,67-21,0 | 23,67-21,0 | 26,16-27,0 |

| Gevind         |  | M20        | M22        | M24        | M27       | M30       | M33       | M36        | M39       | M42       | M45       |
| -------------- |  | ---------- | ---------- | ---------- | --------- | --------- | --------- | ---------- | --------- | --------- | --------- |
| Gevindstigning |  | 2,5        | 2,5        | 3          | 3         | 3,5       | 3,5       | 4          | 4         | 4,5       | 4,5       |
| Kant E:        |  | 32,95      | 37,29      | 39,55      | 45,2      | 50,85     | 55,37     | 60,79      | 66,44     | 71,3      | 76,95     |
| Hovedhøjde M:  |  | 21,16-22,0 | 25,16-26,0 | 26,16-27,0 | 29,16-30  | 32,0-33,0 | 34,0-35,0 | 37,0-38,0  | 39,0-40,0 | 45,0-46,0 | 47,0-48,0 |
| Nøglevidde S:  |  | 29,16-30,0 | 33,0-34,0  | 35,0-36,0  | 40,0-41,0 | 45,0-46,0 | 49,0-50,0 | 53,88-55,0 | 58,8-60,0 | 63,1-65,0 | 68,1-70,0 |

| Gevind         |  | M48       | M52       | M56       | M60       | M64       | M68        | M72         | M76       | M80         | M85         |
| -------------- |  | --------- | --------- | --------- | --------- | --------- | ---------- | ----------- | --------- | ----------- | ----------- |
| Gevindstigning |  | 5         | 5         | 5,5       | 5,5       | 6         | 6          | -           | -         | -           | -           |
| Kant E:        |  | 82,6      | 88,25     | 93,56     | 99,21     | 104,86    | 110,51     | 116,16      | 121,81    | 127,46      | 133,11      |
| Hovedhøjde M:  |  | 49,0-50,0 | 52,8-54,0 | 55,8-57,0 | 61,8-63,0 | 64,8-66,0 | 67,8-69,0  | 71,8-73,0   | 74,8-76,0 | 77,8-79,0   | 86,6-88,0   |
| Nøglevidde S:  |  | 73,1-75,0 | 78,1-80,0 | 82,8-85,0 | 87,8-90,0 | 92,8-95,0 | 97,8-100,0 | 102,8-105,0 | 107,8-110 | 112,8-115,0 | 117,8-120,0 |

| Gevind         |  | M90         | M100        |
| -------------- |  | ----------- | ----------- |
| Gevindstigning |  | -           | -           |
| Kant E:        |  | 144,08      | 161,02      |
| Hovedhøjde M:  |  | 90,6-92,0   | 98,6-100,0  |
| Nøglevidde S:  |  | 127,5-130,0 | 142,5-145,0 |